# Diana Lundvall
Diana Lundvall, född 27 oktober 1996 är en svensk volleybollspelare (spiker). Hon spelar (2021) för JymyVolley. Tidigare har hon spelat för Genève Volley (2020/21), Örebro Volley (2017/18-2019/20), Rote Raben Vilsbiburg II (2015/16-2016/17), RIG Falköping (2012/13-2014/15) och Sollentuna VK (2011/12). Hon spelar i seniorlandslaget och är syster till Gabriella Lundvall, som också spelar i landslaget. Hon är legitimerad fysioterapeut.